# کادا نو آزومامارو
کادا نو آزومامارو (به ژاپنی: 荷田 春満 Kada no Azumamaro); ۳ فوریهٔ ۱۶۶۹ – ۸ اوت ۱۷۳۹) زبان‌شناس، شاعر، و نویسنده اهل ژاپن بود.